# Josh Awotunde
Josh Awotunde (Lanham, 12 de junio de 1995) es un deportista estadounidense que compite en atletismo. Ganó una medalla de bronce en el Campeonato Mundial de Atletismo de 2022, en la prueba de lanzamiento de peso.

## Palmarés internacional
| Campeonato Mundial | Campeonato Mundial      | Campeonato Mundial | Campeonato Mundial |
| Año                | Lugar                   | Medalla            | Prueba             |
| ------------------ | ----------------------- | ------------------ | ------------------ |
| 2022               | Eugene (Estados Unidos) | Medalla de bronce  | Peso               |